# Kémkölykök 3-D – Game Over
A Kémkölykök 3D – Game Over (Spy Kids 3-D: Game Over) 2003-as amerikai családi kalandfilm, a Kémkölykök sorozat harmadik része. A filmet Robert Rodríguez rendezte, olyan színészekkel, mint Antonio Banderas, Sylvester Stallone és Salma Hayek.

## Szereplők
| Színész            | Szerep                    | Magyar hang        |
| ------------------ | ------------------------- | ------------------ |
| Antonio Banderas   | Gregorio Cortez           | Selmeczi Roland    |
| Carla Gugino       | Ingrid Cortez             | Györgyi Anna       |
| Alexa Vega         | Carmen Cortez             | Bogdányi Titanilla |
| Daryl Sabara       | Juni Cortez               | Czető Roland       |
| Ricardo Montalbán  | Valentin Avellan nagypapa | Kristóf Tibor      |
| Holland Taylor     | Helga Avellan nagymama    | Kassai Ilona       |
| Mike Judge         | Donnagon Giggles          | Szirtes Gábor      |
| Matt O’Leary       | Gary Giggles              |                    |
| Emily Osment       | Gerti Giggles             |                    |
| Cheech Marin       | Felix Gumm                | Ujlaki Dénes       |
| Salma Hayek        | Cesca Giggles             | Bíró Kriszta       |
| Sylvester Stallone | Játékosztó                | Barbinek Péter     |